# Giovanni Indiveri
Giovanni Indiveri (Monopoli, 29 settembre 1974) è un allenatore di calcio ed ex calciatore italiano, di ruolo portiere, preparatore dei portieri del Casarano.

## Carriera
Ha esordito in Serie A il 16 maggio 1998, in occasione di Napoli-Bari 2-2, e ha disputato in totale cinque incontri nella massima serie. Successivamente ha giocato nelle serie inferiori, seppur militando in squadre importanti come Ascoli, Cesena, Pisa e Pescara.
Nell'agosto 2009 lascia gli adriatici per passare al Cassino in Lega Pro Seconda Divisione, squadra con cui firma un contratto annuale per ritrovarsi poi, a  giugno 2010, svincolato. Si accorda a metà stagione successiva con il Monopoli, squadra della sua città natale militante nel campionato di Eccellenza, che il 23 dicembre 2010 ne comunica ufficialmente l'ingaggio. A fine stagione lascia la squadra della sua città per accasarsi al Victoria Locorotondo. Dal 2022  è preparatore dei portieri al Fasano

## Palmarès

### Club

#### Competizioni nazionali
- Serie C2: 1

Lanciano: 2000-2001
- Campionato italiano Serie C1: 1

Ascoli: 2001-2002
- Supercoppa di Lega Serie C1: 1

Ascoli: 2002
- Coppa Italia Serie C: 1

Cesena: 2003-2004